# Bestwig
Bestwig is een plaats en gemeente in de Duitse deelstaat Noordrijn-Westfalen, gelegen in de Hochsauerlandkreis. De gemeente telt 10.525 inwoners (31 december 2020) op een oppervlakte van 69,48 km². Naburige steden zijn onder andere Meschede, Brilon en Winterberg. 

## Indeling van de gemeente
.

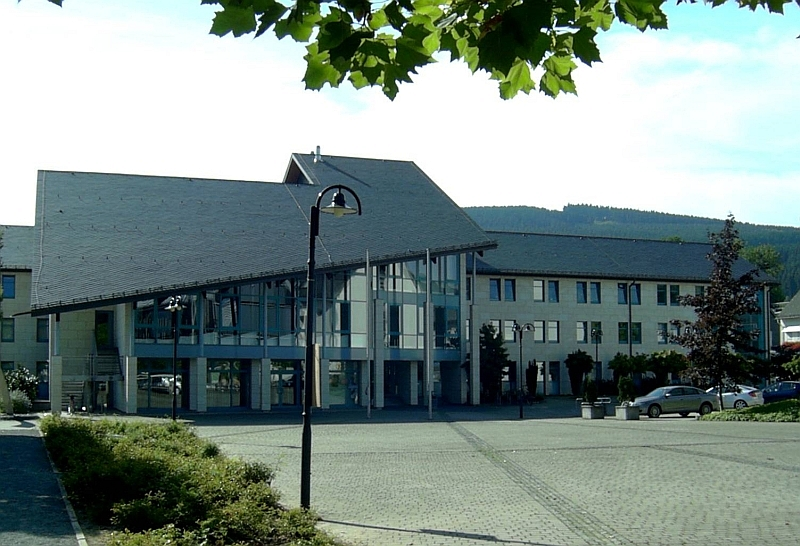
Stadhuis

De gemeente Bestwig is administratief verdeeld in 17 Stadt- of Ortsteile, die in 6 Ortschaften gegroepeerd zijn, volgens onderstaande tabel:
| Ortschaft    | Ortsteile                                               | Aantal inwoners                 |
| ------------ | ------------------------------------------------------- | ------------------------------- |
| Velmede      | Velmede, Bestwig, Föckinghausen, Nierbachtal, Halbeswig | 4.595 (3.140, 1.391, 29, 28, 7) |
| Nuttlar      | Nuttlar, Grimlinghausen                                 | 1.586 (1.556, 30)               |
| Ostwig       | Ostwig, Alfert, Borghausen                              | 1.691 (973, 58, 660)            |
| Heringhausen | Heringhausen                                            | 793                             |
| Ramsbeck     | Ramsbeck, Berlar, Valme                                 | 1.827 (1.608, 146, 73)          |
| Andreasberg  | Andreasberg, Dörnberg, Wasserfall                       | 609 (482, 76, 51)               |

## Infrastructuur
De gemeente ligt aan de Autobahn A 46. Tussen Bestwig-Velmede en Olsberg-Bigge is op 18 november 2019 een nieuw gedeelte opengesteld, waarin een hoog viaduct (een Talbrücke) is opgenomen.
De gemeente Bestwig heeft een spoorwegstation aan spoorlijnen naar Dortmund Hauptbahnhof, Hagen Hauptbahnhof en Winterberg. Zie: Spoorlijn Aken - Kassel  en Spoorlijn aansluiting Nuttlar - Frankenberg.

## Economie
Bestwig ligt in het door het toerisme gekenmerkte Sauerland. Van relatief groot belang is de bosbouw. Veel van de naaldbossen in de gemeente zijn productiebossen. Er worden veel kerstbomen gekweekt. De mogelijkheden tot het  maken van boswandelingen in deze gemeente zijn hierdoor enigszins beperkt.

## Toerisme, sport, bezienswaardigheden
De gemeente ligt in het noorden van het Sauerland. Tijdens wandel- en fietstochten kan men verscheidene fraaie uitzichten of natuurfenomenen bewonderen, waaronder de waterval Plästerlegge bij het dorpje Wasserfall.
In Bestwig is sinds 1972 een pretpark te vinden, genaamd Fort Fun Abenteuerland.

## Galerij

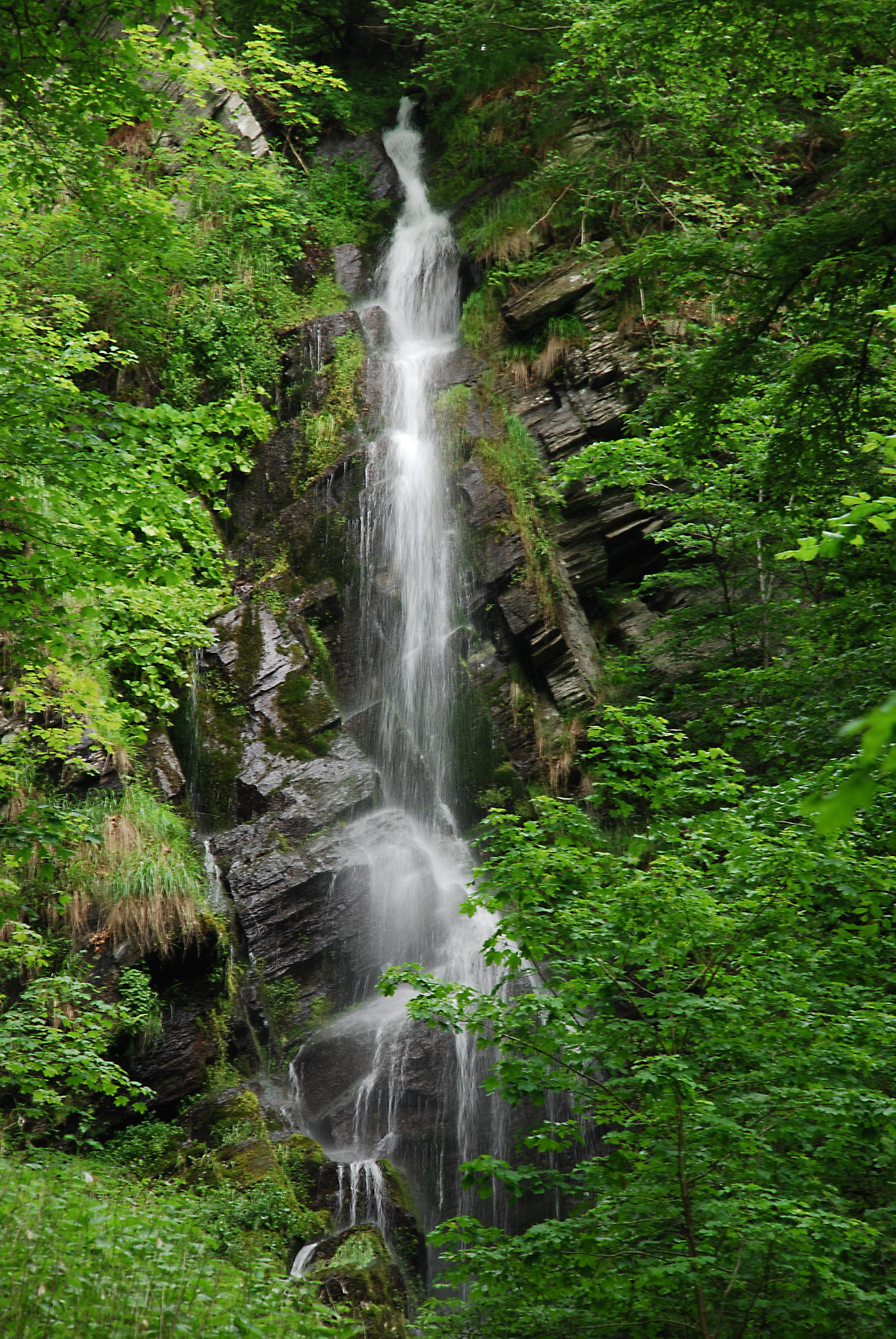
Waterval Plästerlegge, Wasserfall

Arnsberg · Bestwig · Brilon · Eslohe · Hallenberg · Marsberg · Medebach · Meschede · Olsberg · Schmallenberg · Sundern · Winterberg